# Richard Boyd Barrett

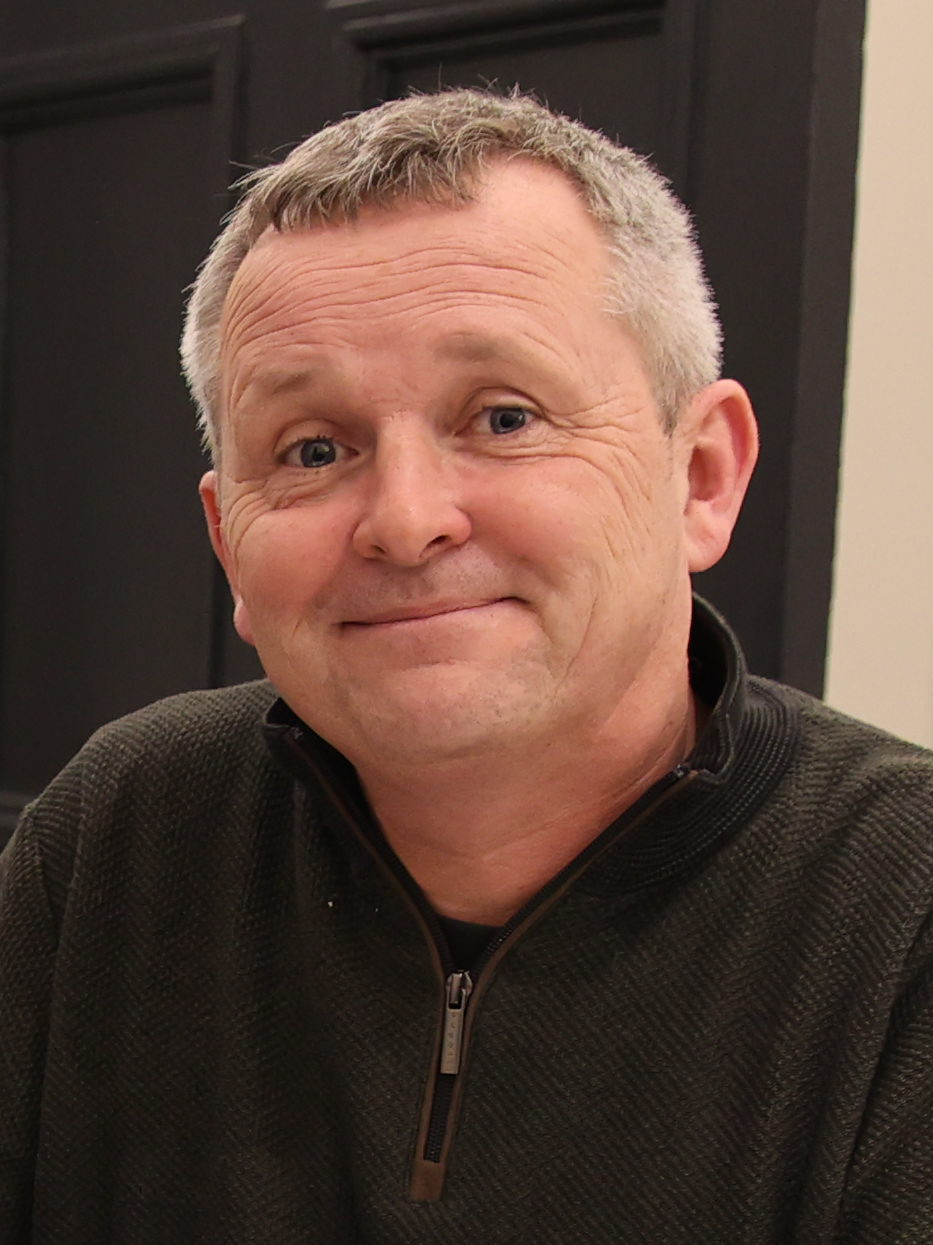
Richard Boyd Barrett (2024)

Richard Boyd Barrett (irisch Risteard Buíd Bairéid, * November 1968) ist ein irischer Politiker (People Before Profit) und seit 2011 Abgeordneter im Dáil Éireann, dem Unterhaus des irischen Parlaments.

## Leben
Barrett wuchs in Dún Laoghaire auf. Er studierte englische Literatur am University College Dublin. Im Juni 2009 wurde er in das Dún Laoghaire-Rathdown County Council gewählt und gehörte diesem bis zu seiner Wahl in den Dáil Éireann an.
Seit einigen Jahren ist Boyd Barrett in der Antikriegsbewegung Irlands aktiv und setzte sich unter anderem gegen die Nutzung des Flughafens Shannon durch das US-Militär ein.

## Privates
Als Baby wurde er zur Adoption freigegeben und kam zu David und Valerie Boyd Barrett.
Während des Wahlkampfes 2007 wurde bekannt, dass seine Mutter die Schauspielerin Sinéad Cusack sei, mit der er seitdem wieder in Kontakt steht und von der er bei seiner Kampagne unterstützt wurde. Boyd Barrett hat aus der Ehe seiner Mutter mit dem Schauspieler Jeremy Irons die Halbbrüder Sam und Max.
Am 7. April 2025 gab Boyd Barrett bekannt, dass er nach einer HPV-Infektion an Kehlkopfkrebs erkrankt sei und sich deshalb aus der Politik zurückziehen werde.